# Zapallar (kommun)
Zapallar är en kommun i Chile.   Den ligger i provinsen Petorca Province och regionen Región de Valparaíso, i den centrala delen av landet, 130 km nordväst om huvudstaden Santiago de Chile.
Runt Zapallar är det ganska glesbefolkat, med 43 invånare per kvadratkilometer.